# Psittacanthus tubatus
Psittacanthus tubatus är en tvåhjärtbladig växtart som beskrevs av Kuijt. Psittacanthus tubatus ingår i släktet Psittacanthus och familjen Loranthaceae. Inga underarter finns listade i Catalogue of Life.